# Санаторий «Красный Вал»
Санаторий «Красный Вал» — местечко в Скребловском сельском поселении Лужского района Ленинградской области.

## История
С 1923 по 1927 год дом отдыха Красный Вал входил в состав Госткинского сельсовета Передольской волости Лужского уезда.

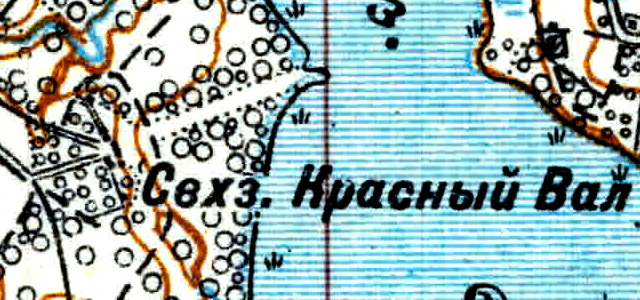
Совхоз Красный Вал на карте 1926 года

Согласно топографической карте 1926 года на месте современного местечка находился совхоз Красный Вал.
С августа 1927 года, в составе Лужского района.
С 1928 года, в составе Бутковского сельсовета.
В 1939 году население посёлка дома отдыха Красный Вал составляло 1061 человек.
C 1 августа 1941 года по 31 января 1944 года Красный Вал находился в оккупации.
В 1961 году население посёлка дома отдыха Красный Вал составляло 300 человек.
По данным 1966 года местечко Красный Вал входило в состав Бетковского сельсовета.
По данным 1973 и 1990 годов местечко Санаторий «Красный Вал» входило в состав Скребловского сельсовета
По данным 1997 года в местечке Санаторий «Красный Вал» Скребловской волости проживали 120 человек, в 2002 году — 115 человек (русские — 88 %).
В 2007 году в местечке Санаторий «Красный Вал» Скребловского СП проживали 100 человек.

## География
Местечко расположено в южной части района на автодороге 41К-684 (Киевское шоссе — Череменец).
Расстояние до административного центра поселения — 6 км.
Расстояние до ближайшей железнодорожной станции Луга I — 18 км. 
Местечко находится на западном берегу Череменецкого озера, близ правого берега реки Быстрица, его окружает старинный парк, переходящий в смешанный лес.

## Демография
| 1862 | 1939  | 1961 | 1997 | 2007 | 2010 | 2017 |
| ---- | ----- | ---- | ---- | ---- | ---- | ---- |
| 95   | ↗1061 | ↘300 | ↘120 | ↘100 | ↘76  | ↘73  |

## Инфраструктура
Федеральное государственное бюджетное учреждение фтизиоофтальмологический санаторий «Красный вал» Министерства здравоохранения Российской Федерации, специализирующийся на лечении и реабилитации больных туберкулёзом глаз.

## Улицы
ГЭС-2, Коростовичская, Центральная.